# Обихаят
Обихаят (узб. Obihayot / Обиҳаёт) — посёлок городского типа, расположенный на территории Гузарского района Кашкадарьинской области Республики Узбекистан.

Статус посёлка городского типа с 2009 года.